# リスク・アプローチ
リスク・アプローチ (英: risk-based approach) は、財務諸表監査の手法のことである。財務諸表監査において世界中で採用されている手法であり、現代の監査の基本的なモデルとされる。

## 概要
リスク・アプローチは、監査リスクを低く抑えることを目的とする。リスク・アプローチに基づく監査は以下の手順で行われる。
- リスク評価手続
- 発見リスクの水準の決定
- 監査計画の策定
- リスク対応手続

リスク・アプローチの考え方は、監査基準 「実施基準・基本原則1」(2016年現在)において次のように説明されている。
| 監査人は、監査リスクを合理的に低い水準に抑えるために、財務諸表における重要な虚偽表示のリスクを評価し、発見リスクの水準を決定するとともに、監査上の重要性を勘案して監査計画を策定し、これに基づき監査を実施しなければならない。 |

また、監査基準 「実施基準・基本原則2」(2016年現在)はいわゆる「事業上のリスクを重視したリスク・アプローチ」を行うべきであると規定している（後述）。

## 監査リスク
監査リスク (AR:Audit-Risk)とは、財務諸表の重要な虚偽表示を見逃して誤った監査意見を表明してしまう可能性のことである。監査リスクは監査の保証水準の補数であり、重要な虚偽表示リスクと発見リスク が組み合わさったものである。
重要な虚偽表示リスク　(RMM:Risk of Material Misstatement) - 監査が行われない場合に、財務諸表に重要な虚偽表示が存在するリスク。固有リスクと統制リスクから構成される。
- 固有リスク (IR:Inherent-Risk) - 関連する内部統制が存在しないとしたときに(個別にまたは集計して）重要な虚偽表示が存在する可能性
- 統制リスク (CR:Control-Risk) - 企業の内部統制によって重要な虚偽表示が防止あるいは適時に発見・是正されない可能性

発見リスク (DR:Detection-Risk) -監査人の監査手続によっても重要な虚偽表示が発見できないリスク
それぞれのリスクを確率とすると、監査リスクは以下のように表される。   
```
監査リスク = 固有リスク × 統制リスク × 発見リスク
[
3
]

監査リスク =  1 - 監査の保証水準
[
3
]
```

## 事業上のリスクを重視したリスク・アプローチ
事業上のリスクを重視したリスク・アプローチとは、 アサーション・レベル (財務諸表項目レベル)のみならず、財務諸表全体レベルの重要な虚偽表示リスクを評価する点に特徴がある。また、内部統制を含む、企業及び企業環境を理解することを求められる。監査基準 「実施基準・基本原則2」(2016年現在)は以下のように述べている。
| 監査人は、監査の実施において、内部統制を含む、企業及び企業環境を理解し、これらに内在する事業上のリスク等が財務諸表に重要な虚偽の表示をもたらす可能性を考慮しなければならない。 |

## 意義
リスク・アプローチは日本においては平成3年に導入された。その意義は二つある。
- 監査人が時間・人員・費用を効率的・効果的に配分できるようになり、監査の失敗が起きる可能性を低くすることができるようになった。
- 監査人が自らの判断過程をより論理的に説明することが可能となった。

また、平成17年の監査基準の改訂で、事業上のリスクを重視したリスク・アプローチが導入された。